# 2 Tone Records
Cet article concerne le label discographique. Pour le sous-genre musical, voir 2 tone (musique).
2 Tone Records est un label discographique indépendant britannique, basé à Coventry, en Angleterre. Il est fondé en 1979 par le fondateur Jerry Dammers du groupe The Specials, avec comme têtes de file les groupes The Specials, Madness, The Beat, The Selecter et Bad Manners.
Musicalement, le label se consacre principalement à des artistes britanniques jouant du ska, du rocksteady et du reggae. Il a donné son nom à un sous-genre musical, baptisé « 2 tone », une forme de ska influencée par le punk rock et la new wave, dont les représentants sont presque tous signés par ce label.

## Histoire

Le damier, symbole du 2 tone et de la mixité.

Les deux tons (two tone) peuvent être compris de plusieurs façons. Visuellement, le logo du label 2 Tone représente un échiquier ou juste une bande de carreaux noirs et blancs. Ce qui donne une explication de la base idéologique du mouvement 2 tone : noirs et blancs réunis. Des slogans tels que « Music Against Racism » (musique contre le racisme) sont très représentatifs du mouvement[réf. nécessaire]. Les deux tons sont aussi une allusion au tempo du ska (temps-contre-temps, rythme syncopé), car le two-tone est, musicalement, un sous-genre du ska. « Two-Tone » peut désigner aussi bien le drapeau au damier noir et blanc que la période de 1979 à 1981, ou encore qualifier un groupe ska de cette période (ex : Madness est un groupe 2 Tone). La mascotte du label est Walt Jabsco, dont le design est inspiré d'une vieille photo de Peter Tosh, sur la pochette d'un album des Wailing Wailers de 1964, Studio One[réf. nécessaire].
Ces groupes adoptent un look caractéristique reconnaissable au premier coup d'œil ; ils reviennent aux origines du mouvement skinhead en prenant l'apparence des rude boys ; costume noir et chemise blanche, un chapeau nommé pork pie hat, souvent décoré à sa base de damiers, les vêtements Fred Perry (habits de sport de luxe récupérés par les skinheads), etc. Le damier two-tone est d'ailleurs devenu un des symboles du ska, il vient du fameux drapeau à damier utilisé lors des courses de scooter affectionnées par les Mods (années 1960 jusqu'à 69), puis par les rude boys et skinheads des origines.

## Groupes et artistes
- The Apollinaires (en)

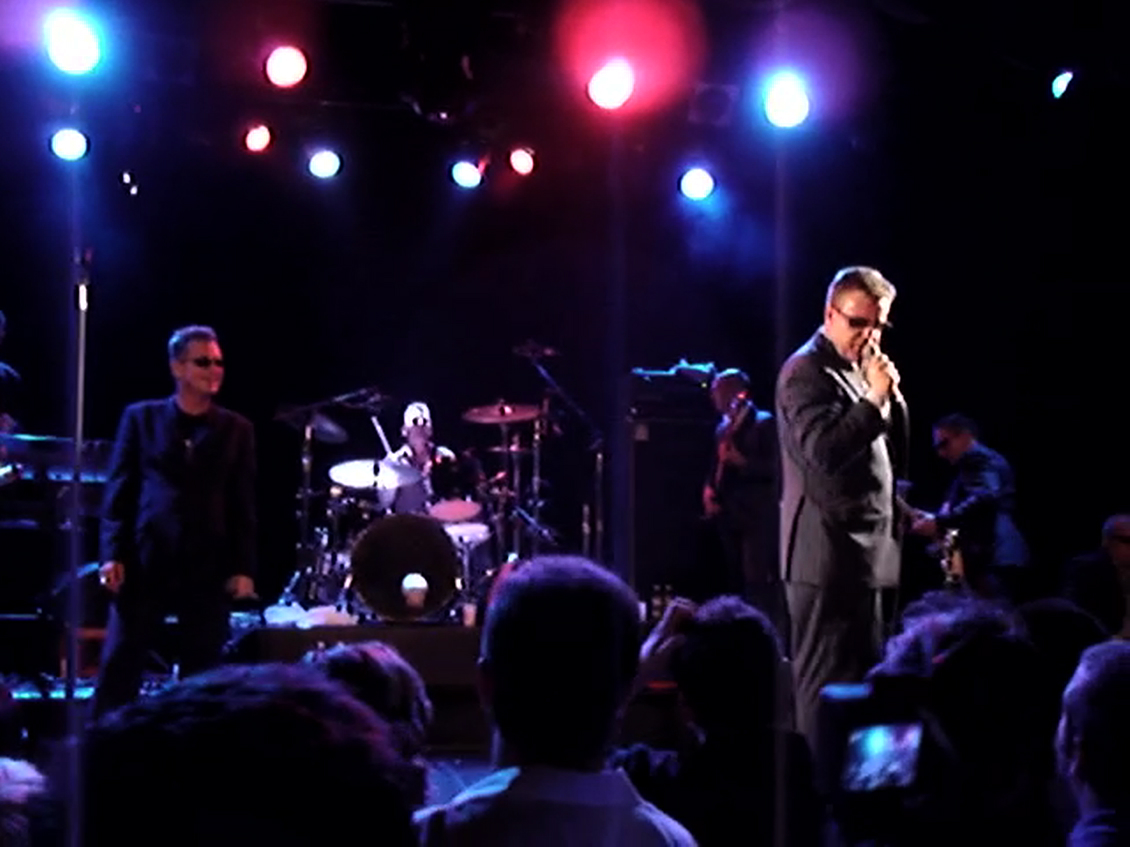
Madness en concert, aux Bimbos, en 2005.

- Bad Manners (uniquement pour Dance Craze)
- The Beat (ou « The English Beat » pour les États-Unis)
- The Bodysnatchers
- Elvis Costello and the Attractions (seulement pour un single jamais sorti, CHS TT7)
- The Friday Club
- The Higsons (en)
- JB's Allstars
- Madness
- Rhoda Dakar
- Rico Rodriguez
- The Selecter
- The Specials (ou The Special AKA)
- The Swinging Cats

## Discographie

### Albums studio
- The Specials - Specials -CDL TT 5001
- The Selecter - Too Much Pressure - CDL TT 5002
- The Specials - More Specials  - CHR TT 5003
- Various artists - Dance Craze CHR TT 5004
- Rico Rodriguez - That Man Is Forward - CHR TT 5005
- Rico Rodriguez - Jamo Rico - CHR TT 5006
- Various artists - This Are Two Tone - CHR TT 5007
- The Special AKA - In The Studio - CHR TT 5008
- Various artists - The 2 Tone Story  - CHR TT 5009
- The Specials - The Specials Singles - CHR TT 5010
- The Specials - Live At The Moonlight Club - CHR TT 5011
- Various artists - The Best Of 2 Tone -CHR TT 5012
- Various artists - The Compact 2 Tone Story  - CHR TT 5013
- Various artists - 7 inch Treasures  - CHR TT 5014
- Various artists - Two Tone: the Albums  - CHR TT 5016
- The Selecter - Live in Coventry '79 - CDL TTL 5002

### Singles
- TT1 / TT2 : The Special AKA - Gangsters / The Selecter  7" (avec The Selecter)
- CHS TT3 : Madness - The Prince / Madness  7"
- CHS TT4 : The Selecter - On My Radio / Too Much Pressure  7"
- CHS TT5 : The Specials - A Message to You Rudy / Nite Klub  7" (Ft Rico)
- CHS TT6 : The Beat - Tears of a Clown / Ranking Full Stop  7"
- CHS TT7 : Elvis Costello & The Attractions - I Can't Stand Up For Falling Down / Girl's Talk  7" (Unreleased - given away at gigs)
- CHS TT8 : The Selecter - Three Minute Hero / James Bond  7"
- CHS TT9 : The Bodysnatchers - Let's Do Rock Steady / Ruder Than You  7"
- CHS TT10 : The Selecter - Missing Words / Carry Go Bring Come  7"
- CHS TT11 : The Specials - Rat Race / Rude Boys Outta Jail  7"
- CHS TT12 : The Bodysnatchers - Easy Life / Too Experienced  7"
- CHS TT13 : The Specials - Stereotype / International Jet Set  7"
- CHS TT14 : The Swinging Cats - Mantovani / Away  7"
- CHS TT15 : Rico Rodriguez - Sea Cruise / Carolina  7"
- CHS TT16 : The Specials - Do Nothing / Maggie's Farm  7"
- CHS TT17 : The Specials - Ghost Town / Why? / Friday Night, Saturday Morning  7"
- CHS TT12 : 17 The Specials - Ghost Town (Extended) / Why? (Extended) / Friday Night, Saturday Morning  12"
- CHS TT18 : Rhoda & The Special AKA - The Boiler / Theme From The Boiler  7"
- CHS TT19 : Rico Rodriguez & The Special AKA - Jungle Music / Rasta Call You  7"
- CHS TT12 : 19 Rico Rodriguez & The Special AKA - Jungle Music / Rasta Call You / Easter Island  12"
- CHS TT20 : The Apollinaires - The Feeling's Gone / The Feeling's Back  7"
- CHS TT12 : 20 The Apollinaires - The Feeling's Gone (Dance Mix) / The Feeling's Back / The Bongo Medley (Extremely Long Version)  12"
- CHS TT21 : The Higsons - Tear The Whole Thing Down / Y Lang, Y Lang  7"
- CHS TTS1 : The Apollinaires - Envy The Love / Give It Up / Tear The Whole Thing Down / Y Lang, Y Lang  12" (promo, avec The Higsons)
- CHS TT22 : The Apollinaires - Envy The Love / Give It Up  7"
- CHS TT12 : 22 The Apollinaires - Envy The Love / Give It Up  12"
- CHS TT23 : The Special AKA - War Crimes / Version (War Crimes instrumental)  7"
- CHS TT10 : 23 The Special AKA - War Crimes / Version  10"
- CHS TT24 : The Higsons - Run Me Down (Long Version) / Put The Punk Back Into Funk Pts 1 & 2  7"
- CHS TT12 : 24 The Higsons - Run Me Down / Put The Punk Back Into Funk Pts 1 & 2  12"
- CHS TT25 : The Special AKA - Racist Friend / Bright Lights  7"
- CHS TT12 : 25 The Special AKA - Racist Friend / Bright Lights / Racist Friend (Instrumental) / Bright Lights (Instrumental)  12"
- CHS TT25 : The Special AKA - Racist Friend / Bright Lights  7" (Picture Disc)
- CHS TT26 : The Special AKA - Nelson Mandela / Break Down The Door!  7"
- CHS TT12 : 26 The Special AKA - Nelson Mandela / Break Down The Door!  12"
- CHS TT27 : The Special AKA - What I Like Most About You Is Your Girlfriend / Can't Get A Break  7"
- CHS TT12 : 27 The Special AKA - What I Like Most About You Is Your Girlfriend (Extended Version) / Can't Get A Break  12"
- CHS TT 272 : The Special AKA - What I Like Most About You Is Your Girlfriend / Can't Get A Break / War Crimes / Version  7"
- CHS TP 27 : The Special AKA - What I Like Most About You Is Your Girlfriend / Can't Get A Break  7" (Picture disc)
- CHS TT28 : The Friday Club - Window Shopping / Window Shopping (Instrumental)  7"
- CHS TT12 : 28 The Friday Club - Window Shopping / Window Shopping (Instrumental)  12"
- CHS TT29 : JB's Allstars - The Alphabet Army / Al. Arm  7"
- CHS TT12 : 29 JB's Allstars - The Alphabet Army / String Mix / Radio Version / Al. Arm  12"
- Tone FNMX1 : The Special AKA - Free Nelson Mandela (70th Birthday Remake) / Free Nelson Mandela  12"
- TTP1 V/A - The 2 Tone Story promo EP  7" (4 track EP, Specials, Selecter, Madness, promo pour The 2 Tone Story LP)
- CHS TT30 : The Specials - Ghost Town / Ghost Town Dub '91  7"
- CHS TT12 : 30 The Specials - Ghost Town / Why? / Ghost Town Dub '91 / Version  12"
- CHS TT31 : Various artists - The 2 Tone EP  7" (Special AKA, Madness, Selecter, Beat)
- CHS TT32 : The Specials - Sock It to 'em J.B. (Dub) / Rat Race (Dub) 7"
- CHS TT33 : The Specials - Gangsters (Clangsters  Dub) / Too Much Too Young (piano instrumental)  / Why? (Dub)  10"
- CHS TT34 : Jerry Dammers - Ghost Town (original demo) / Theme from The Boiler (original demo)  10"